# Musée archéologique national de Cagliari
Pour les articles homonymes, voir Musée archéologique national.
Le musée archéologique national de Cagliari est l'un des plus riches au monde et le principal musée archéologique de Sardaigne.
Situé depuis 1993 à l'intérieur de la citadelle des Musées de Cagliari, il accueille le produit des fouilles archéologiques effectuées dans l'île sur des sites de l'époque pré-nuragique et jusqu'à l'époque byzantine. Le musée expose d'importantes découvertes archéologiques de  Sardaigne, principalement des provinces de Cagliari et Oristano. On y trouve plusieurs artéfacts allant du Néolithique jusqu'au Moyen Âge précoce, soit vers l'époque correspondant à l'an 1000.
Les espaces ont été conçus par les architectes Piero Gazzola et Libero Cecchini.

## Historique
La naissance du Musée archéologique de Cagliari remonte à 1800, à l'initiative du vice-roi Carlos-Félix de Sardaigne (1765-1831), frère cadet du roi Victor-Emmanuel Ier de Sardaigne (1759-1824). La collection se trouvait à l'origine dans son musée d'Histoire naturelle et Antiquités, selon la proposition du chevalier Lodovico Baylle, qui fit installer le Cabinet d'archéologie et d'histoire naturelle dans une salle du palais du vice-roi, le confiant aux soins du chevalier De Prunner, également chargé d'agrandir la collection.
Le musée était conçu selon les critères de l'époque comme un cabinet de curiosités qui rassemblait des objets de valeur, mais sans poursuivre d'intentions scientifiques précises. Grâce aux collections Baylle et Prunner, il s'est enrichi d'objets antiques, de minéraux et d'animaux, et s'est ouvert au public dès 1802, ce qui était un événement extraordinaire pour l'époque. En 1805, le vice-roi fit don de la collection du Cabinet à l'université royale de Cagliari qui en 1806 la transféra au siège de l'université, au palais Belgrano. Les premiers espaces dédiés aux découvertes archéologiques, zoologiques et minéralogiques furent agrandis en 1857. Une salle était réservée au musée minéralogique, dans lequel étaient inclus les découvertes archéologiques, objets et œuvres d'art. Les fonds ont été transférés à l'université de Cagliari en 1858.

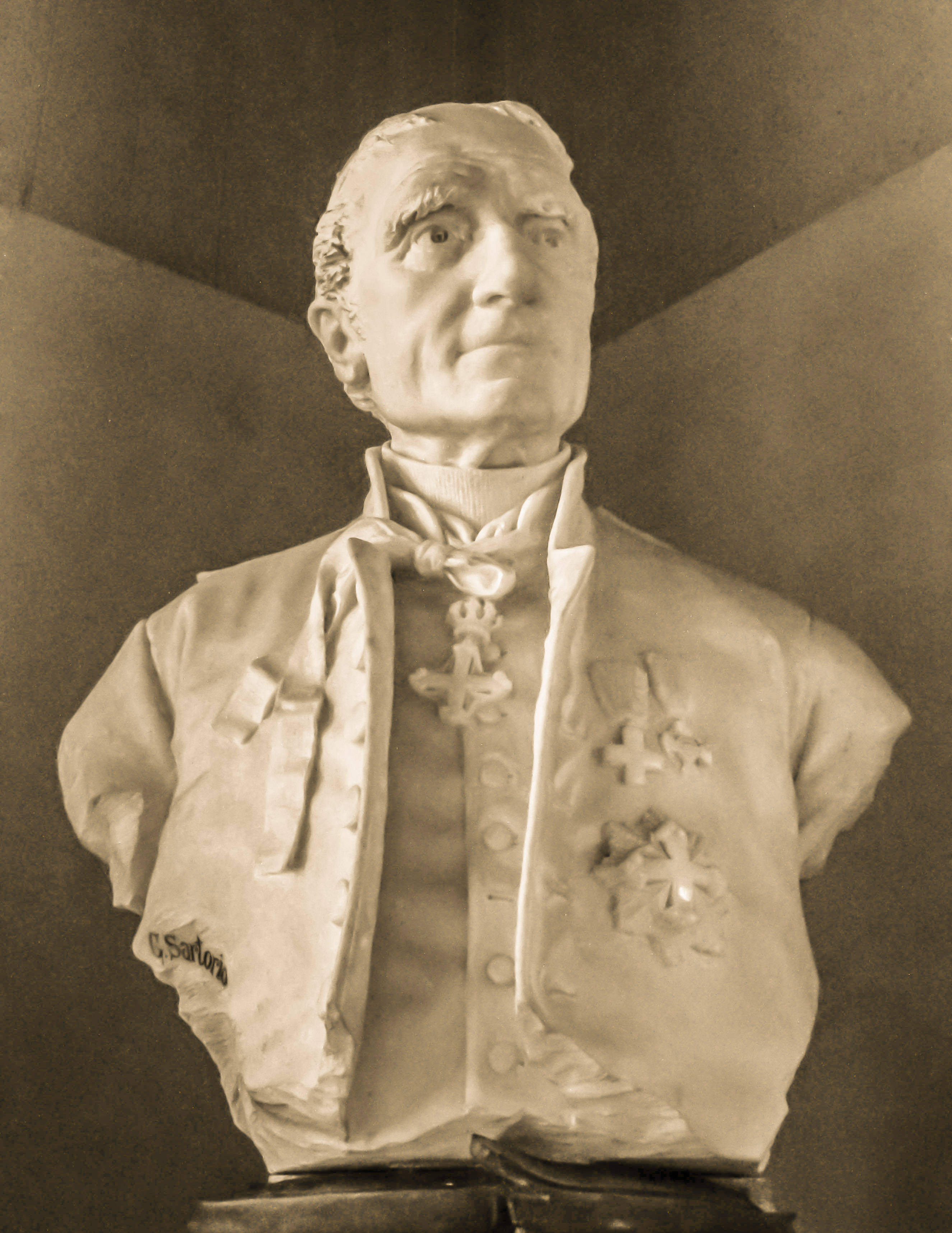
Buste de Giovanni Spano, donateur de sa collection au musée.

Malgré des vicissitudes liées à la succession des directeurs du musée, la collection continue de s'enrichir grâce aux nombreuses et importantes donations (collections Spano, Castagnino, Timon, Caput, Cara) et aux nouvelles campagnes de fouilles. Pour abriter les nouveaux objets, un cabinet lapidaire est d'abord créé, puis en 1895, l'ensemble du musée est déplacé dans des salles du palais Vivanet de la Via Roma.
En 1904, le bâtiment qui abritait la monnaie sur la place de l'Indépendance a été converti en musée, conçu par Dionigi Scano, et entre 1901 et 1931, le surintendant des Antiquités de Sardaigne, l'archéologue Antonio Taramelli, s'est occupé de l'installation. Le musée se composait de sept salles : la Sardaigne pré-nuragique, romaine, punique-romaine, une galerie de statues, une collection de médailles, un jardin lapidaire romain, un jardin lapidaire médiéval, tandis que des peintures et objets médiévaux étaient exposés au premier étage du Palais des Sessions. Les découvertes ont été divisées par périodes historiques et par lieux d'origine, avec des vitrines en bois aux murs et des panneaux d'affichage au centre des salles d'exposition. En 1914, avec l'acquisition des 1500 pièces de la collection Gouin, l'exposition subit plusieurs modifications et ajouts, avec les produits des fouilles.
En 1993, le musée, qui s'est enrichi au fil des années, a déménagé à son emplacement actuel.

## Collections
Le musée archéologique national de Cagliari héberge des pièces venues des 20 000 sites fortifiés de la culture nuragique sarde étudiés par les archéologues. Parmi elles, les bronzes nuragiques, retrouvées aux quatre coins de l'île, des figurines de bronze de personnages masculins, féminins ou d'animaux, d'une quinzaine de centimètres de haut effectuées suivant la technique de la cire perdue, en particulier à partir du IXe siècle av. J.-C.. On le retrouve aussi les « bronzetti » exposées à la coopérative « La nuova luna », créée en 1997 pour gérer le Parc archéologique située au dessus de Lanusei, dans l'Ogliastra,.
Culture nuragique

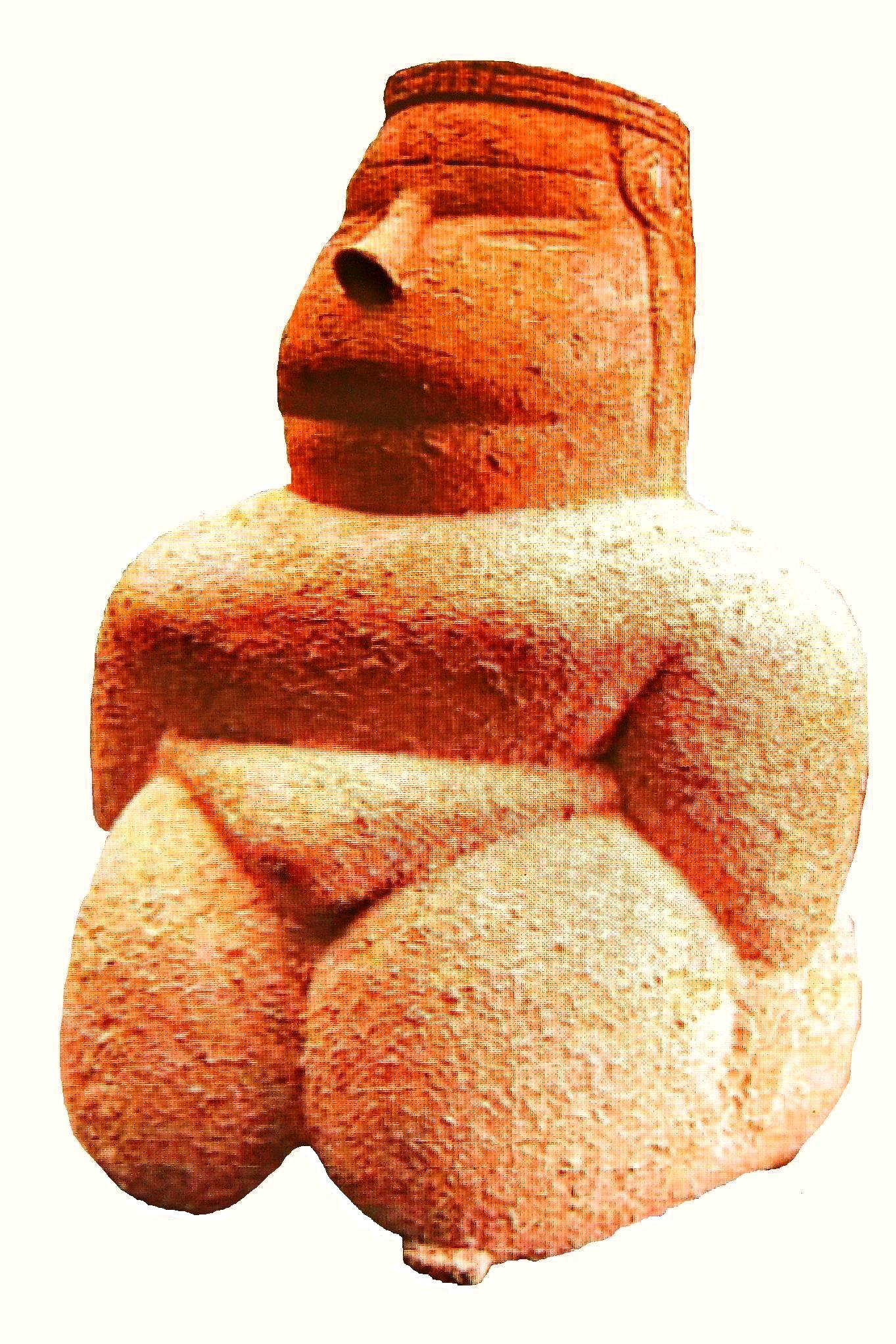
Sculpture pré-nuragique
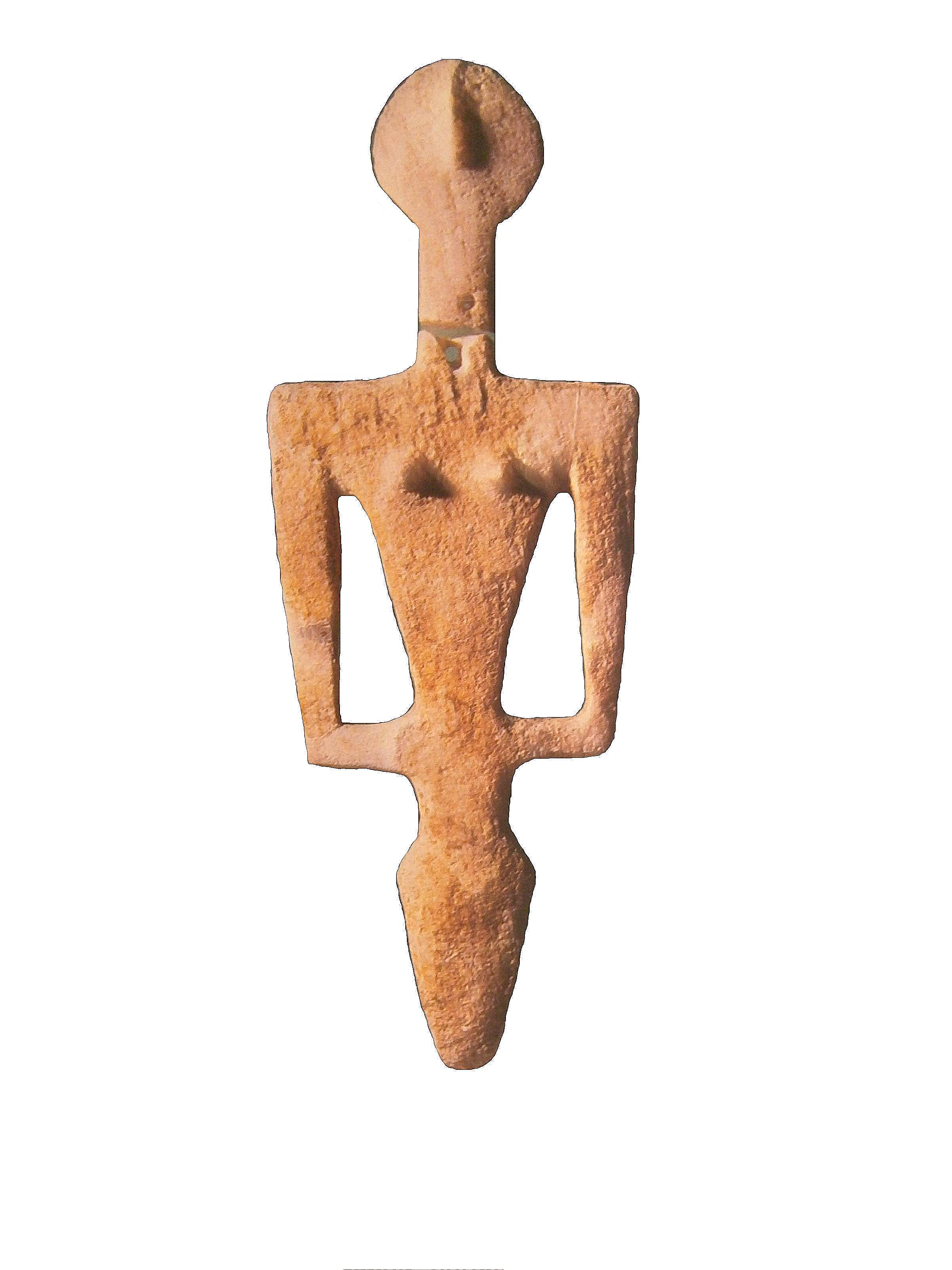
Sculpture pré-nuragique
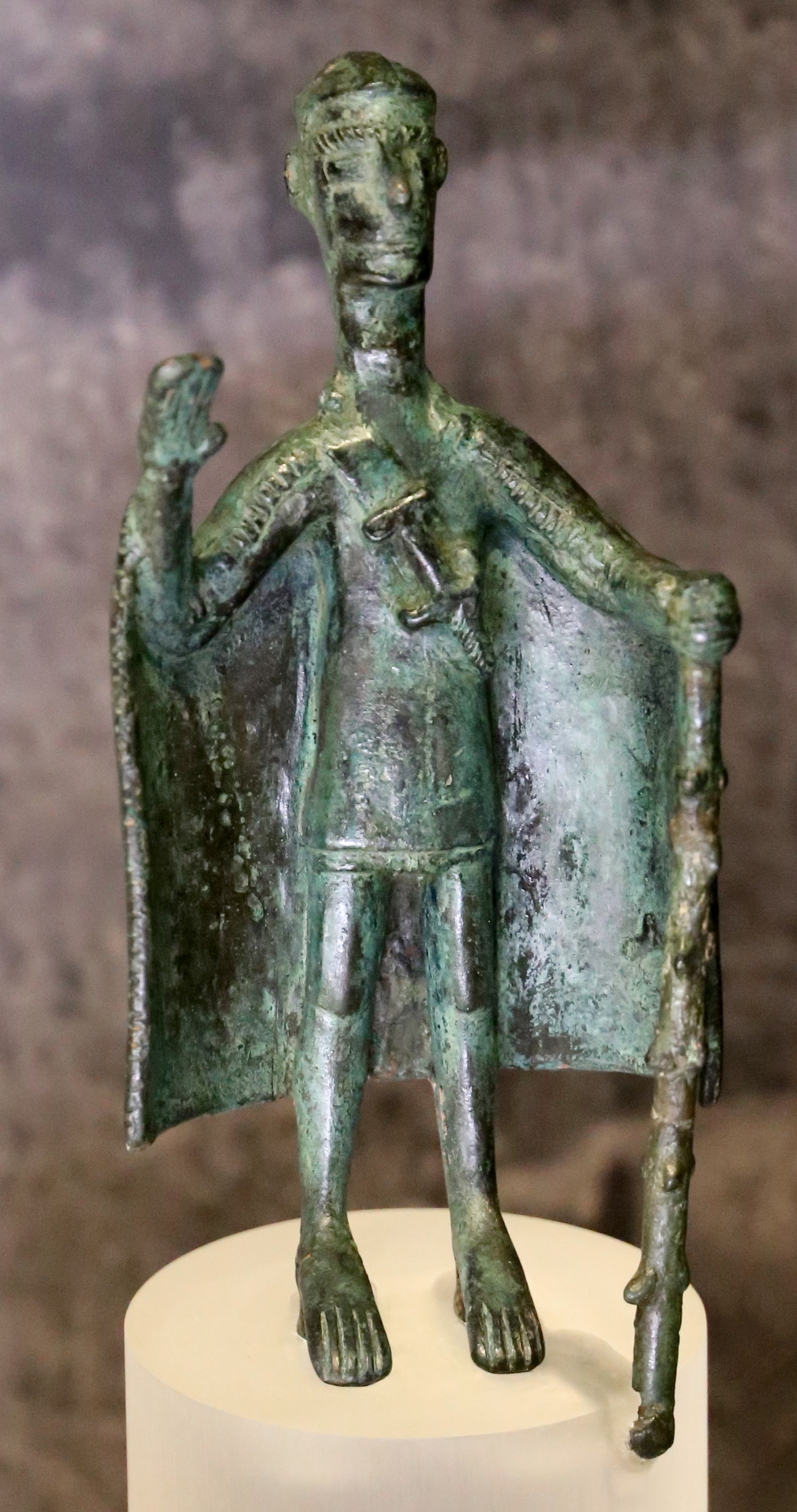
Bronze nuragique d'Abini
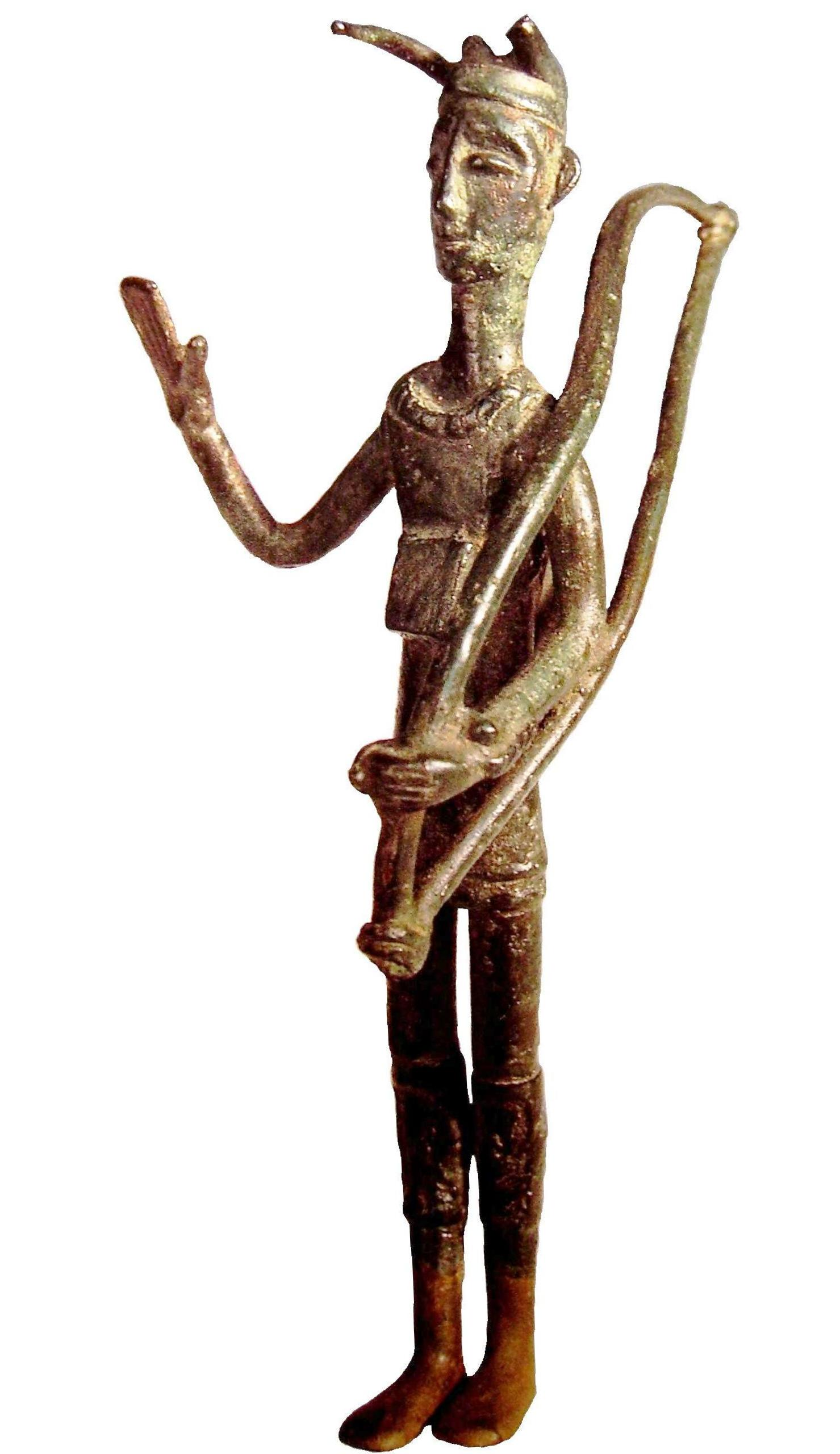
Bronze nuragique
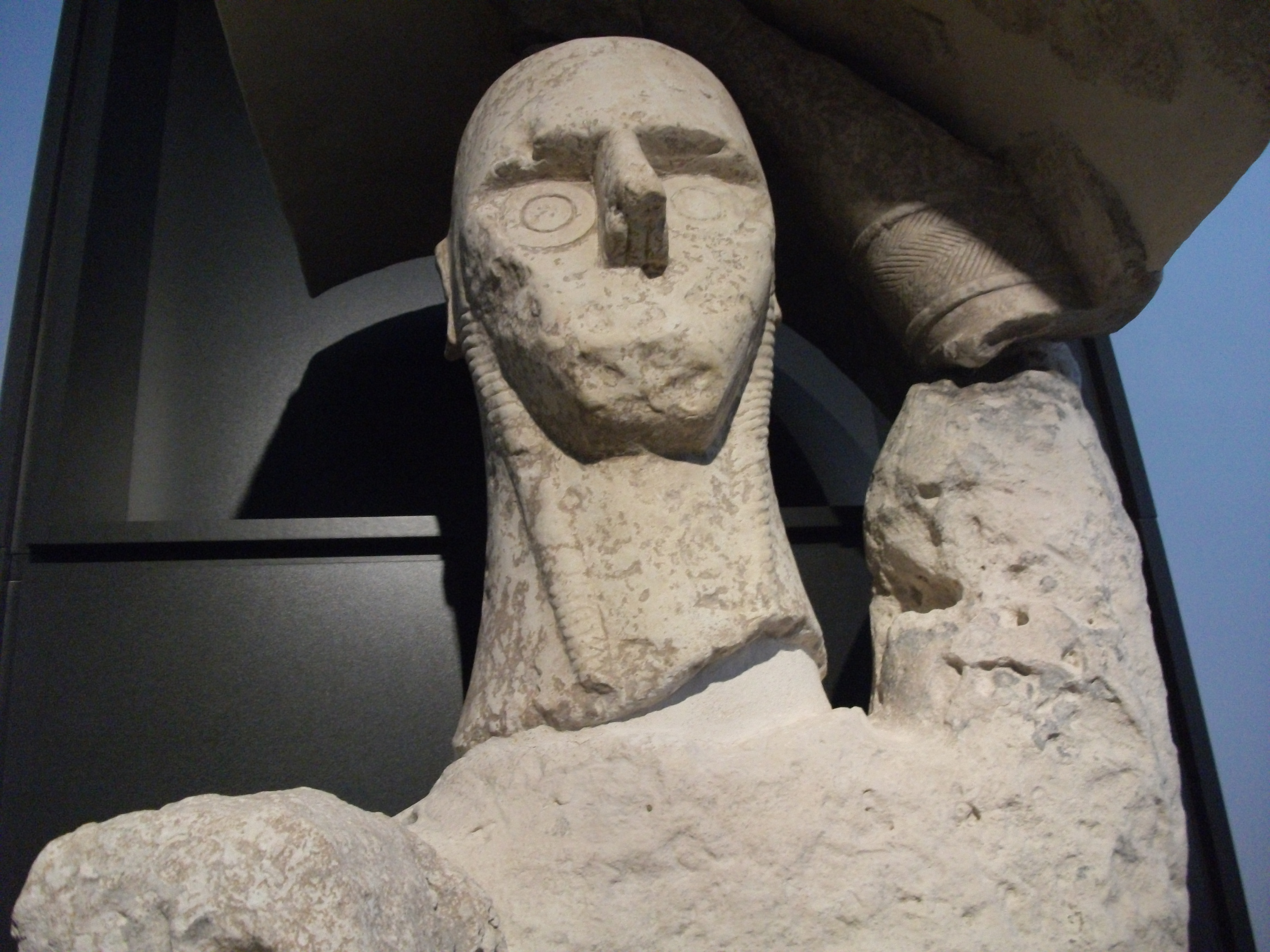
Géants de Mont-Prama : guerrier avec bouclier ou pugiliste.
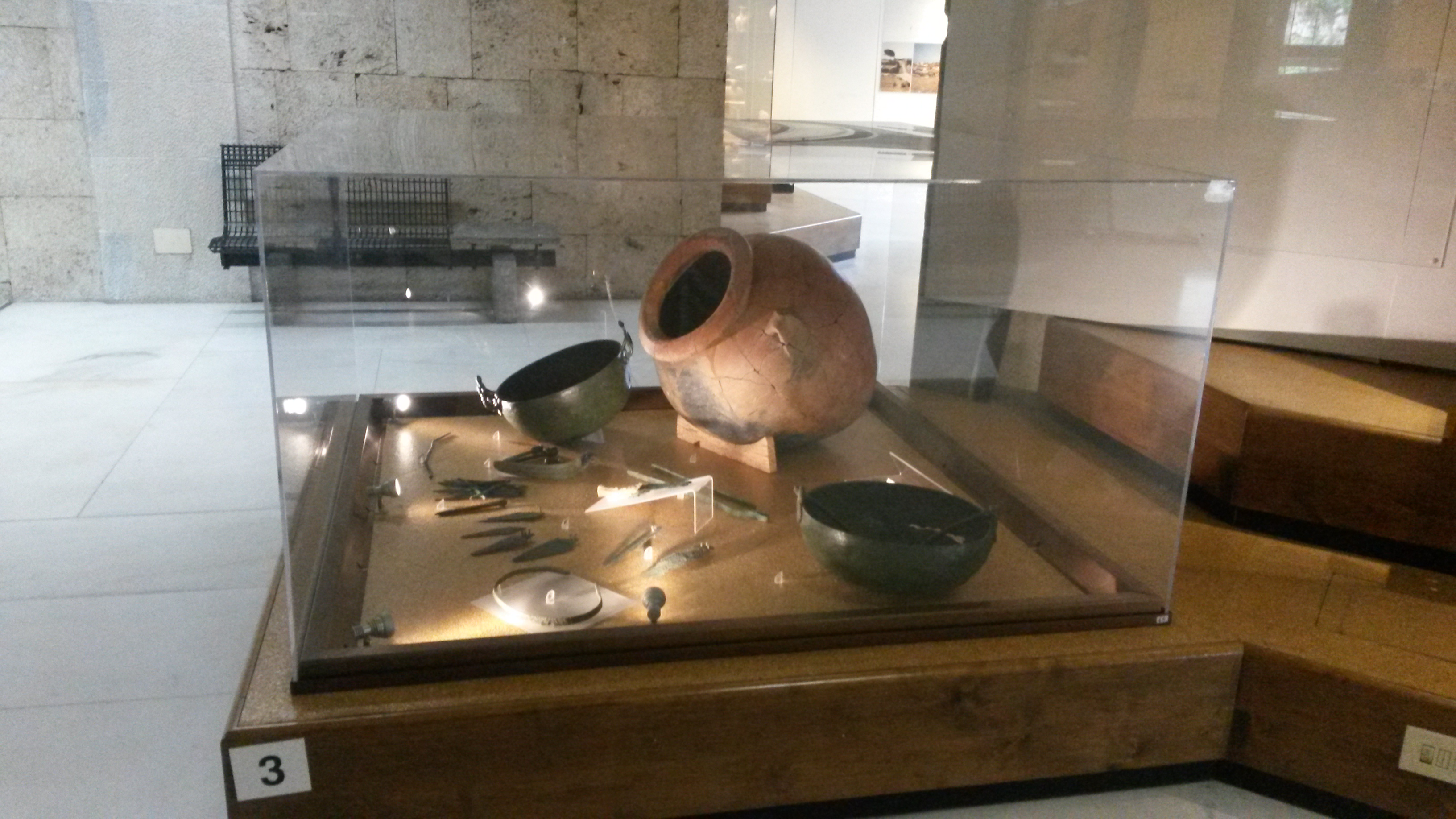
Découvertes de Santa Anastasia, Sardara.

Civilisation phénico-punique

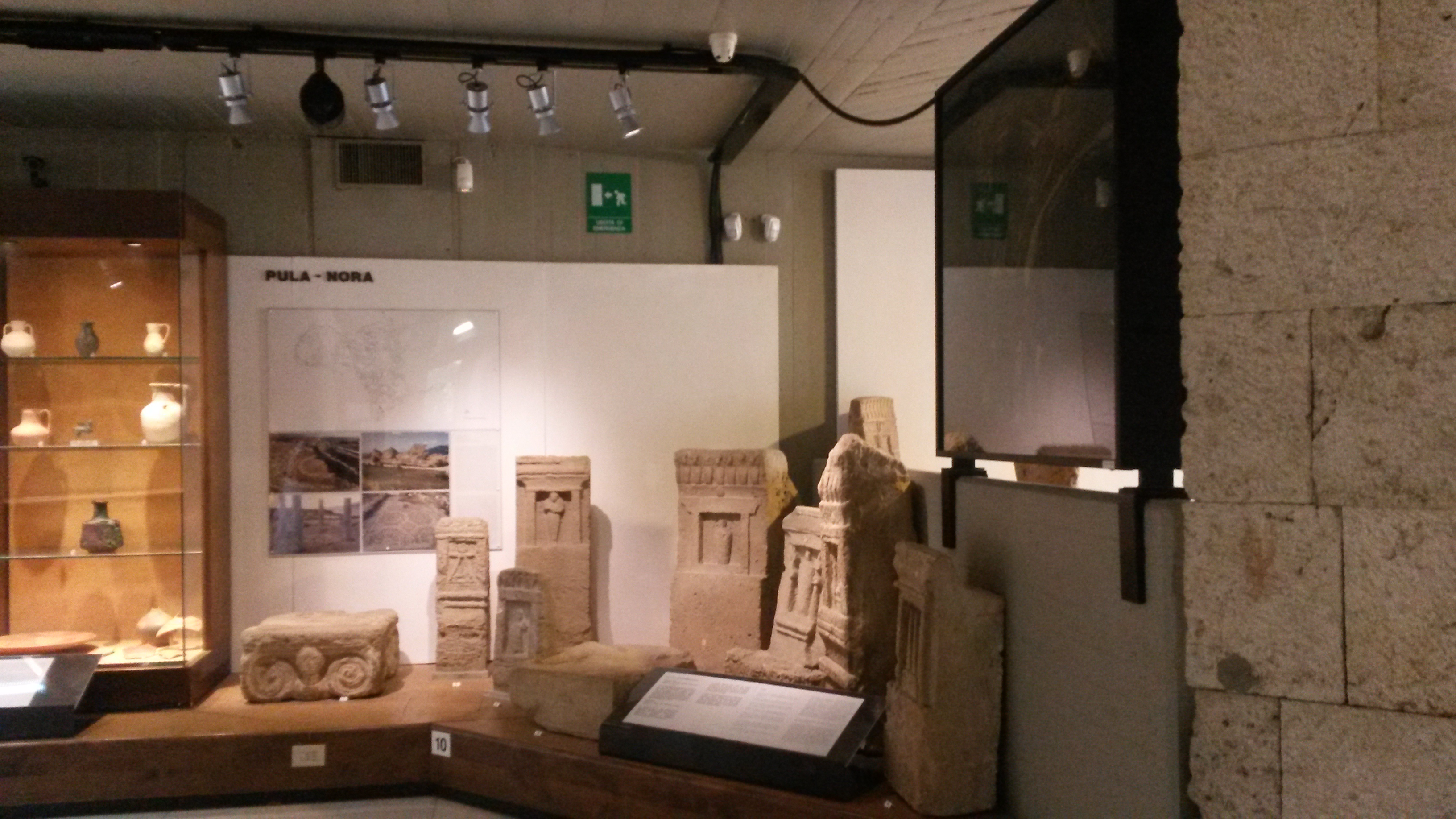
Stèles de Nora (cité punique), 15 km S. de Cagliari).
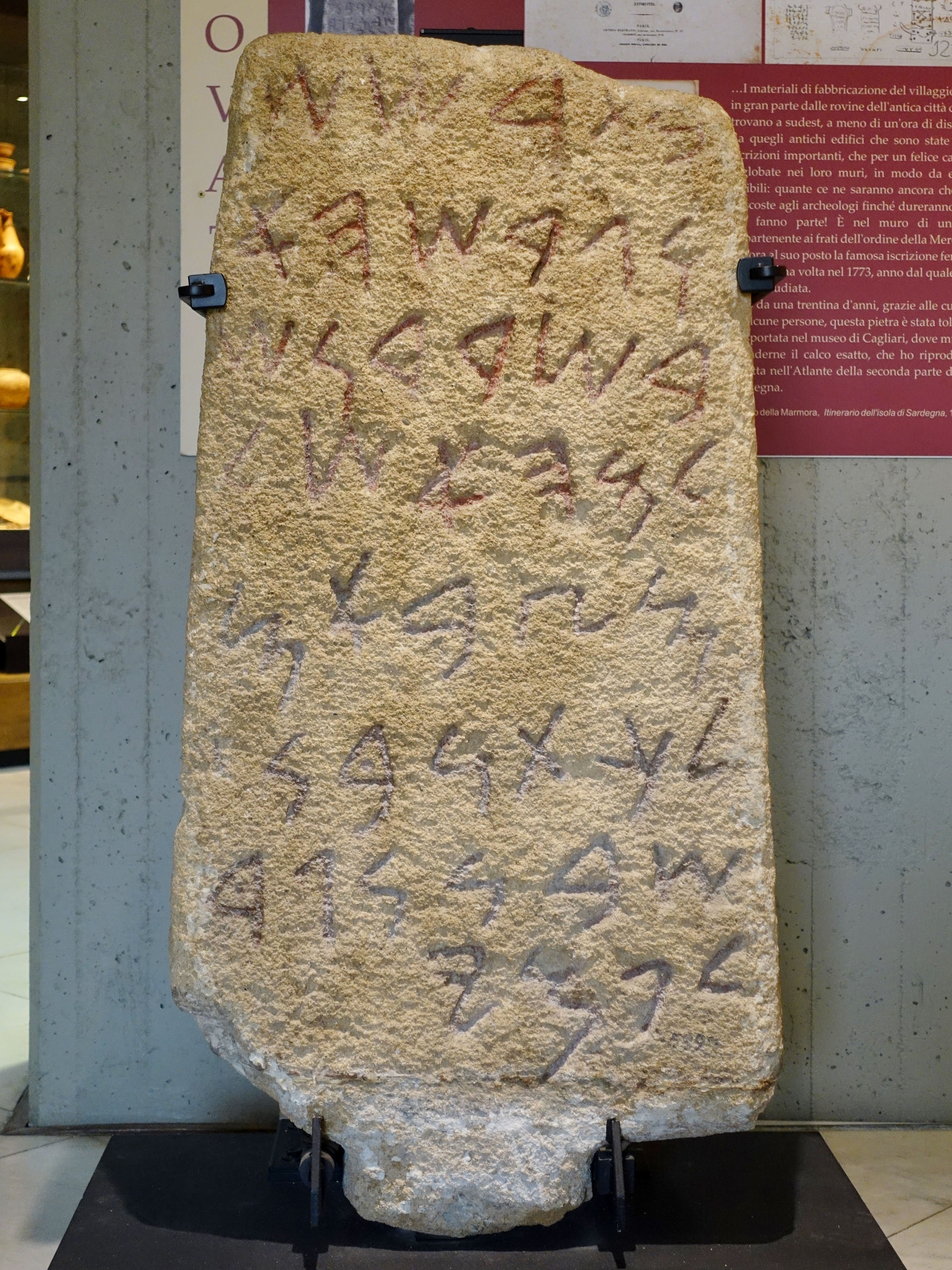
Stèle de Nora, IXe-VIIIe s. av. JC

Époque romaine

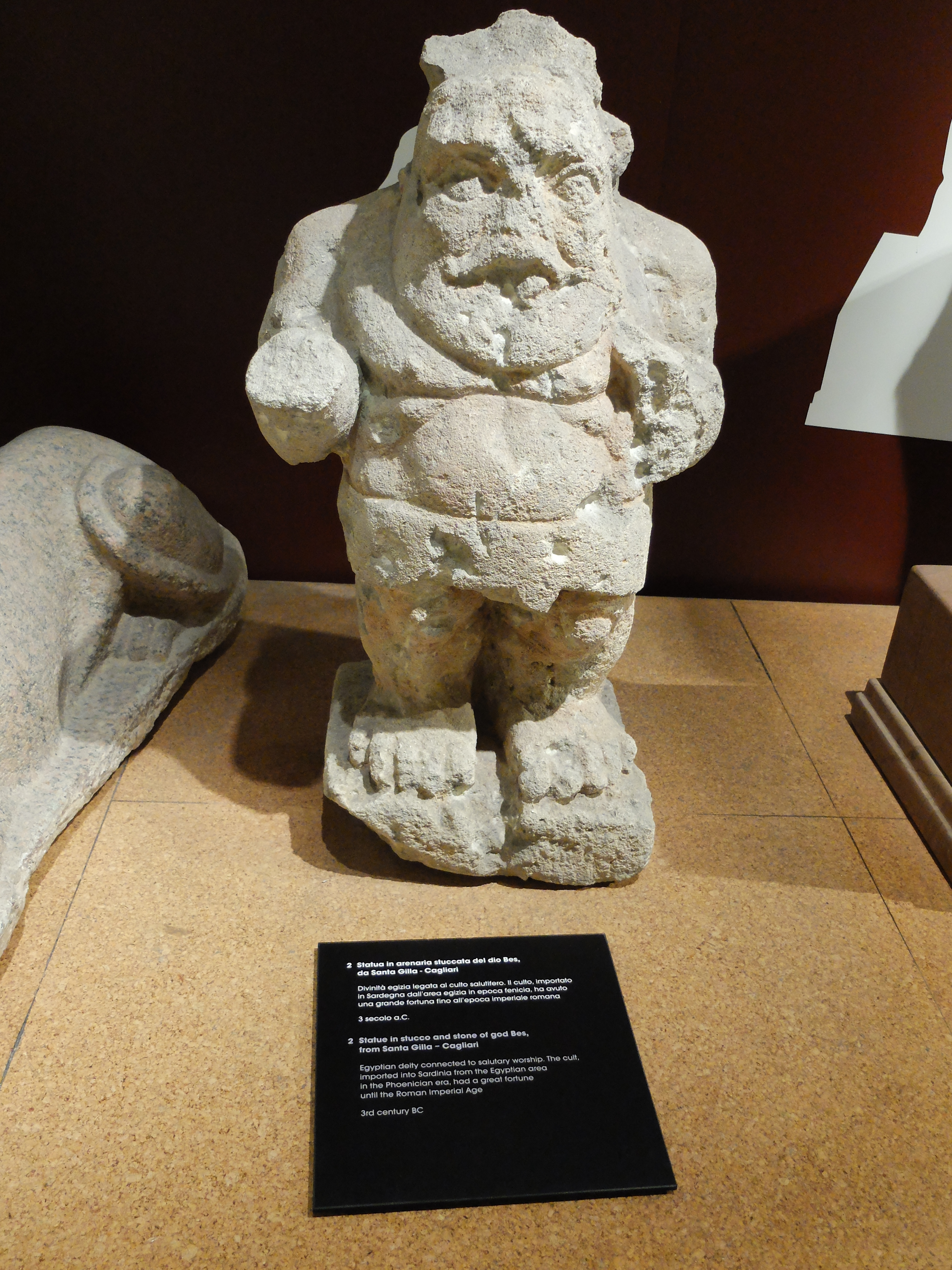
Statue du dieu Bès, IIIe s. av. JC
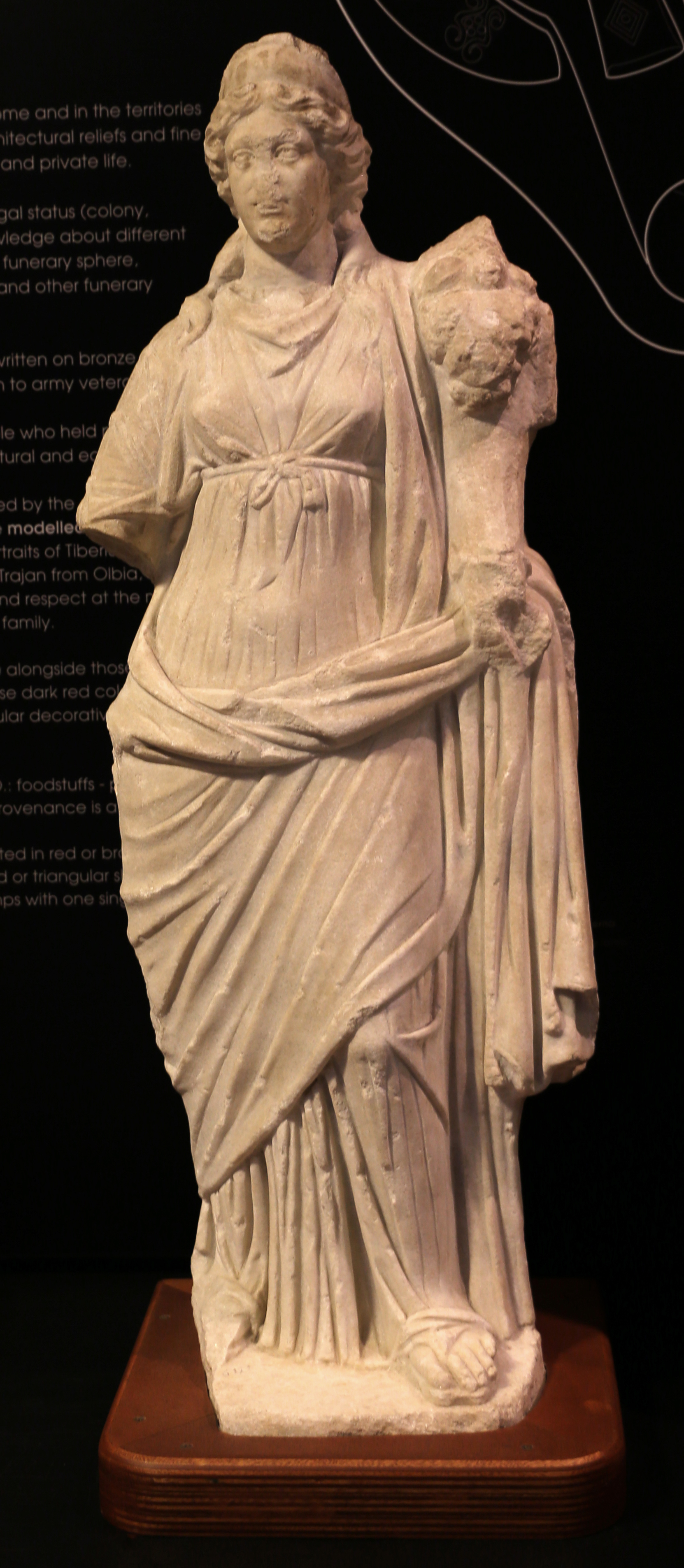
Déesse romaine avec corne d'abondance
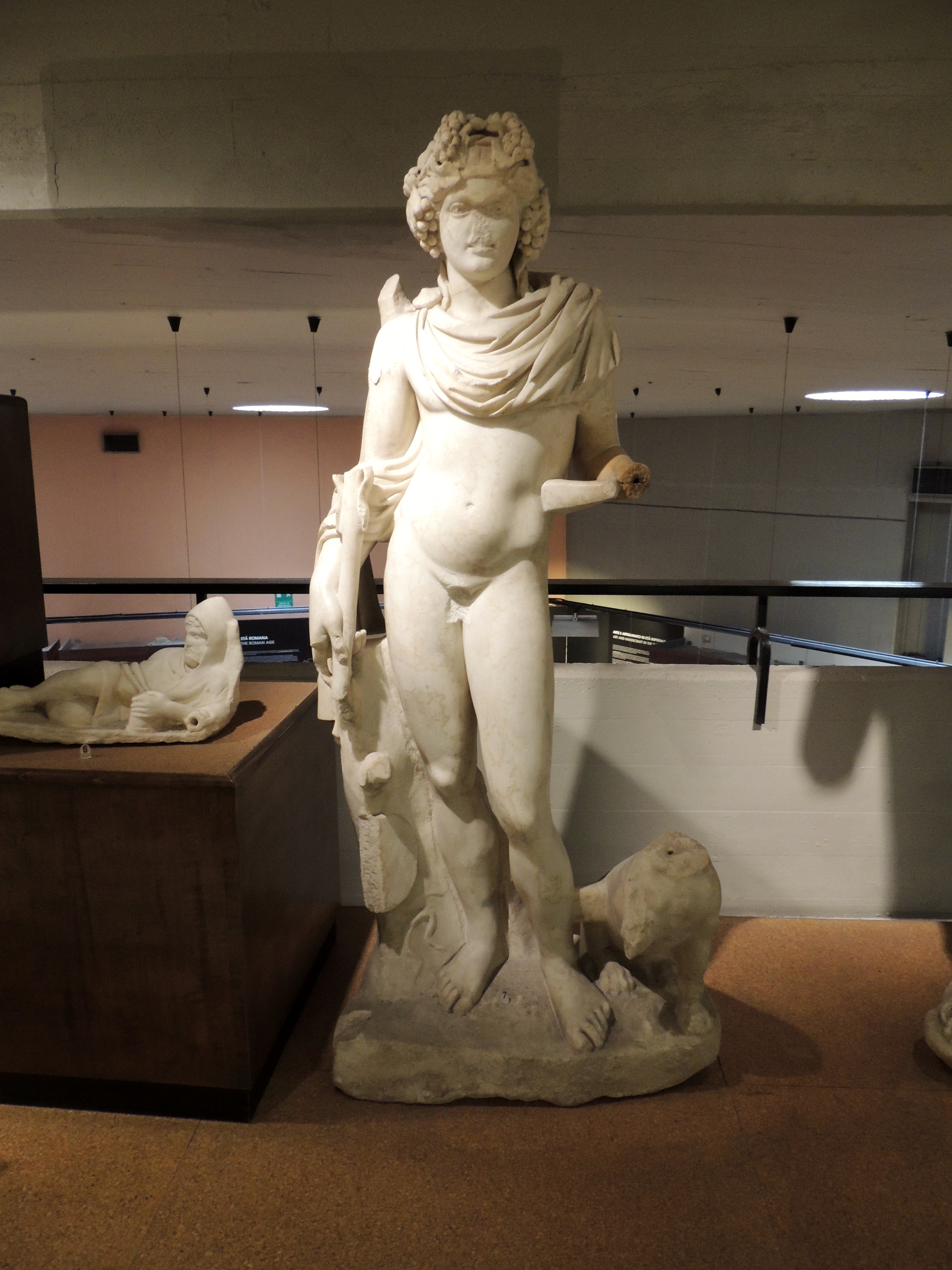
Jeune Bacchus, règne d'Hadrien.
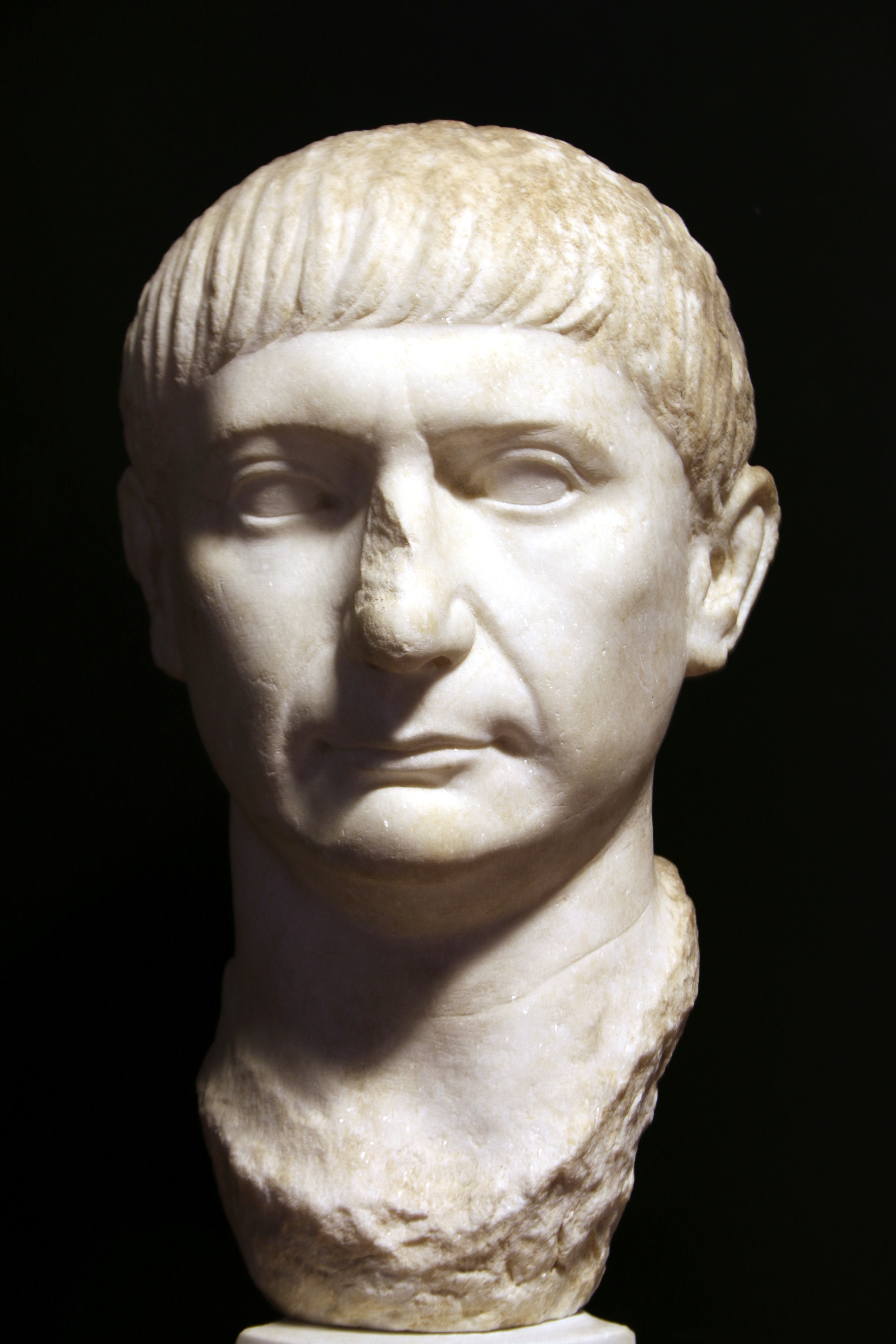
Buste de Trajan, d'Olbia.